# Crossoglossa elliptica
Crossoglossa elliptica är en orkidéart som beskrevs av Robert Louis Dressler. Crossoglossa elliptica ingår i släktet Crossoglossa, och familjen orkidéer.
Artens utbredningsområde är Panamá. Inga underarter finns listade i Catalogue of Life.